# أندرو بار
أندرو جيمس بار (بالإنجليزية: Andrew James Barr) (ولد في 29 أبريل 1973) هو سياسي أسترالي ورئيس وزراء مقاطعة العاصمة الأسترالية منذ 11 ديسمبر 2014. وقد كان عضوًا عن «حزب العمال» لمقعد «مولونغلو» في الجمعية التشريعية لمقاطعة العاصمة الأسترالية بين 5 أبريل 2006 و15 أكتوبر 2016، بعد أن تم انتخابه ليحل محل أمين الخزانة السابق «تيد كوينلان»، الذي استقال في منتصف عهدة منصبه. وهو حاليا عضو عن «حزب العمال» لمقعد «كوراجونغ» في الجمعية التشريعية لمقاطعة العاصمة الأسترالية. تمت ترقية بار على الفور إلى مجلس الوزراء عند انتخابه. وباعتباره واحداً من خمسة وزراء فقط في حكومة الإقليم، فقد شغل عدداً من المناصب: أمين الخزانة، التنمية الاقتصادية، خدمات المجتمع، السياحة، الرياضة والترفيه، والسياحة والأحداث. تم انتخابه رئيساً للوزراء في 11 ديسمبر 2014 تم انتخابه رئيساً للوزراء بعد استقالة سلفه «كاتي غالاغر»، والتي أعلنت عن نيتها الترشح لمجلس الشيوخ.
بار أول رئيس حكومة مثلي علنا في أستراليا منذ عام 2014، وهو أول عضو من مجتمع المثليين بشكل علني في الجمعية التشريعية لمقاطعة العاصمة الأسترالية، فضلا عن كونه أول وزير حكومة من مجتمع المثليين بشكل علني وزير حكومة في مقاطعة العاصمة الأسترالية منذ عام 2006.

## النشأة وبدايات العمل
ولد بار في ليزمور، في ولاية نيوساوث ويلز، ونشأ في كانبيرا، ودرس العلوم السياسية والاقتصاد والتاريخ الاقتصادي في الجامعة الوطنية الأسترالية، وتخرج بدرجة بكالوريوس في الآداب (دراسات السياسة). أصبح بار مشاركا في النشاط الطلابي. بعد تخرجه في عام 1995، عمل مع البرلماني الفيدرالي «أنيت إليس» ثم في وقت لاحق زعيم المعارضة في حزب العمال «جون ستانهوب»، قبل العمل في القطاع الخاص في عام 1999 كمحلل إعلامي ومدير حساب.
خلال تسعينات القرن العشرين، أصبح بار مؤثرًا قياديًا داخل الفصيل الأيمن من حزب العمال في المقاطعة وشارك في الانتخابات الناجحة لأول سكرتير الحزب غير يساري، «مايكل كيرسك». صرح بار، في عام 2006: «عندما أعلنت عن مثليتي الجنسية في أواخر التسعينيات، كنت قد دخلت بالفعل في الحزب منذ حوالي ثماني سنوات، لذا اعتاد الناس علي... لكن في نفس الوقت قررت التراجع عن السياسة القيادية، لقد كان تغييرًا كبيرًا في حياتي، وفي هذا الوقت التقيت بشريكي أنتوني، لذلك كنت بحاجة فقط إلى وقت للتكيف.»
عاد إلى الحياة السياسية في عام 2002 كمستشار كبير ل«جون هارجريفز». بعد انتخاب هارجريفز كوزير في نوفمبر 2004، تم تعيين بار ككبير مستشاريه، وهو المنصب الذي شغله حتى انتخابه في الجمعية في أبريل 2006.

## الحياة السياسية

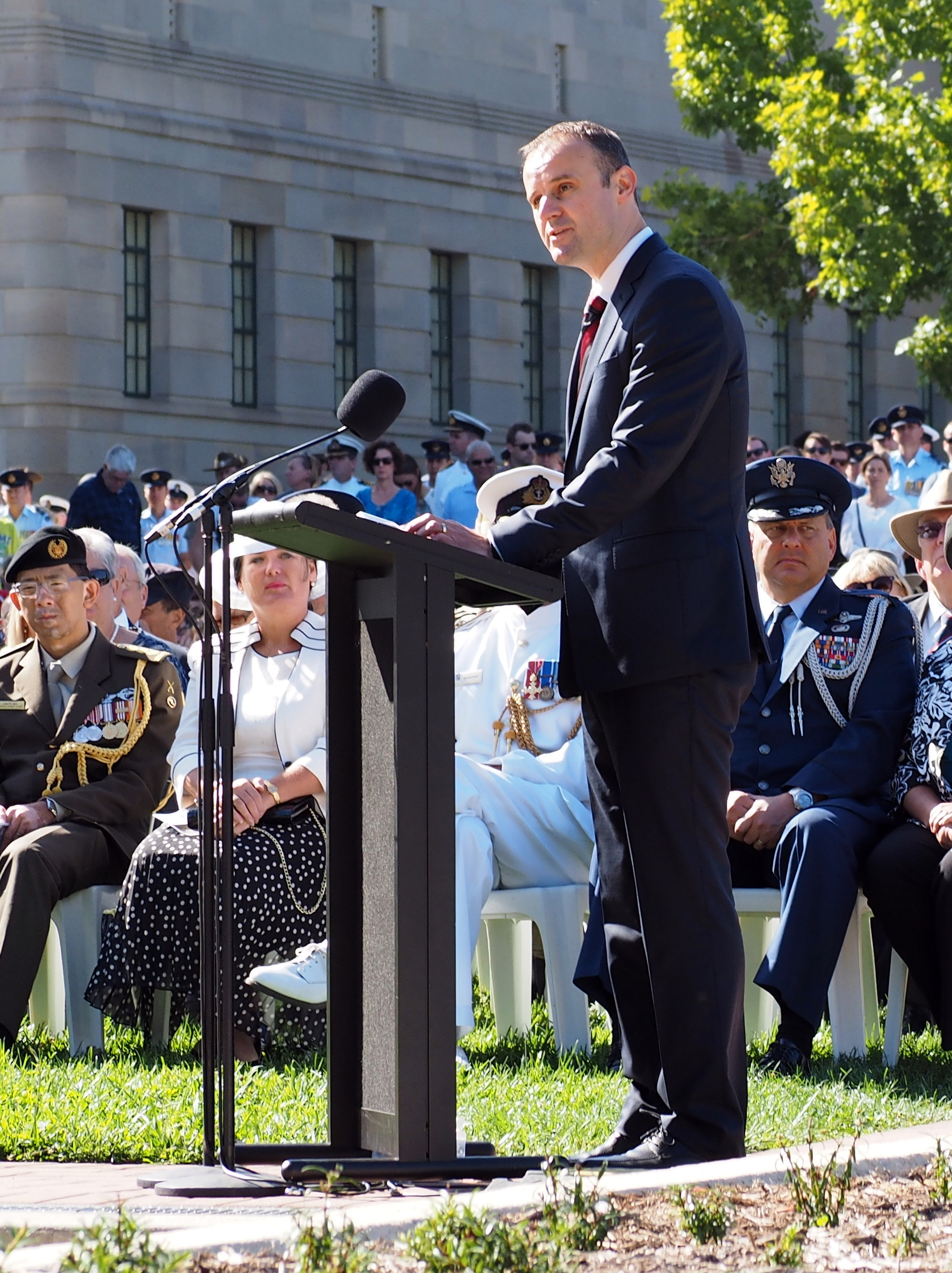
بار في عام 2015

في أوائل عام 2004، فاز بار باختيار مسبق لتذكرة حزب العمال في تذكرة مقعد «مولونغلو» المؤلفة من سبعة أعضاء، في الجمعية التشريعية للمقاطعة، والذي يضم ضاحية «ديكسون» وحي إقامته السابق في «برادون». ركز في حملته الانتخابية على الإدارة المالية، والقدرة على تحمل تكاليف الإسكان، ومشاكل البنية التحتية في المناطق الحضرية، مثل ميزانيات الأراضي المتوازنة، والتنازلات الضريبية لمشتري المنازل الأولين، وتصاريح وقوف السيارات داخل المدينة وممرات المشاة وإضاءة الشوارع، وأعرب أيضًا عن دعمه لإصلاح القوانين المتعلقة بحقوق اللمثليين، والحقوق الإنجابية من النساء والتعددية الثقافية واللاجئين. كانت استطلاعات الرأي ل«بار» قوية، ووجد نفسه في نهاية المطاف في التنافس على مقعد «مولوغلو» السابع والأخير، لكنه لم يتحصل على الأصوات الكافية.
واصل بار العمل مع «هارجريفز» بعد الانتخابات، لكنه حصل على فرصة ثانية لدخول الجمعية التشريعية عندما استقال أمين الخزانة، «تيد كوينلان»، وهو حليف سياسي مقرب له، في مارس 2006. وبين تعداد الأصوات الناتج عن ذلك إعادة توزيع تصويت كوينلان الأساسي، وكان كلاهما قد قام بحملة مشتركة، وكان بار هو المرشح المفضل لشغل المقعد من البداية. أنهى في نهاية المطاف مع 5,318 صوتا، بأغلبية 1089 صوتا على «كيم ساتلر» أقرب منافسيه، كيم ساتلر. وقد كان مؤيدا صريحا لخطة العمل السكنية بأسعار معقولة في المنطقة، ومشروع قانون شراكة منزلية للأزواج المثلية.
وقد أدت استقالة «كوينلان» من الجمعية إلى إجراء تعديل وزاري، وكان بار يميل بشدة إلى أخذ مكانه في الوزارة. ورشح نفسه لهذا المنصب، وتفوق بسهولة زميليه «كارين ماكدونالد» و«ماري بورتر». ونتيجة لذلك، دخل على الفور الوزارة عند توليه منصبه، وتم تعيينه في مجالات التعليم والتدريب والعلاقات الصناعية والرياضة والسياحة. كرّس بار معظم خطابه الأول للإدارة الاقتصادية، والقدرة على تحمل تكاليف السكن والإصلاح الاجتماعي التقدمي.
تنافس بار على مقعد «مولوغلو» في الانتخابات المحلية لمنطقة العاصمة الأسترالية في عام 2008 وحصل على 5,495 صوتًا. وقد تم انتخابه في المركز الرابع في الدائرة الانتخابية ل«مولوغلو» المكونة من سبعة أعضاء.
في أعقاب استقالة «جون ستانهوب» في مايو 2011، تم تعيين بار نائبًا لرئيس الوزراء في مجلس رئيسة الوزراء الجديدة «كاتي غالاغر». بعد استقالة «غالاغر» للترشح لمجلس الشيوخ، تم انتخاب بار كرئيس للوزراء في 11 ديسمبر 2014. كزعيم، قاد بار حزب العمال إلى فوز خامس على التوالي في الانتخابات المحلية في أكتوبر 2016.
كرئيس وزراء لمنطقة العاصمة الأسترالية، بار مؤيد قوي لزواج المثليين، وجه نداءً لأعضاء الجمعية التشريعية في المقاطعة الآخرين لدعم استخدام موارد حكومية كبيرة للحملات الترويجية على الحافلات العامة وأماكن رفع الأعلام في كانبيرا من أجل الإستفتاء قانوندي على قانون الزواج الأسترالي. وقال أيضا إن الحكومة تدرس «إنشاء دوارات قوس قزح وجداريات قوس قزح». تم انتقاد هذا من قبل حزب المعارضة، «ليبراليو كانبيرا». قال مفوض معايير القطاع العام في مقاطعة العاصمة الأسترالية «براونين أوفرتين كلارك» إن الموظفين الحكوميين لم يكلفوا «بالمشاركة النشطة في هذا الاستفتاء». ويقدر أن تكلفة حملة الحكومة المؤيدة لزواج المثليين هي 45000 دولار وسيتم «تمويلها من الميزانية الحالية». في أغسطس، تم تلوين حافلتي كانبيرا بألوان أقواس قزح.

## الحياة الخاصة
بار أول رئيس حكومة مثلي علنا في أستراليا منذ عام 2014، وهو أول عضو من مجتمع الميم بشكل علني في الجمعية التشريعية لمقاطعة العاصمة الأسترالية، فضلا عن كونه أول وزير حكومة من مجتمع المثليين بشكل علني وزير حكومة في مقاطعة العاصمة الأسترالية منذ عام 2006. يعيش بار مع شريكه أنتوني تومز في كانبيرا، وقد دخل الشريكان في علاقة عاطفية منذ أواخر تسعينات القرن الماضي. وتزوج بار من شريكه حياته في 13 نوفمبر 2019، ليصبح أول رئيس لحكومة ولاية أو إقليم أسترالي يتزوج من شخص مثلي.

## وصلات خارجية
- الموقع الرسمي (بالإنجليزية)

| المناصب السياسية | المناصب السياسية                                    | المناصب السياسية  |
| ---------------- | --------------------------------------------------- | ----------------- |
| سبقه كيتي غالاغر | نائب رئيس وزراء مقاطعة العاصمة الأسترالية 2011–2014 | تبعه سايمن كوربيل |
| سبقه كيتي غالاغر | رئيس وزراء مقاطعة العاصمة الأسترالية 2014–الآن      | الحالي            |